# Suchoi T-47
Die Suchoi T-47 (russisch Сухой Т-47) ist ein sowjetischer Abfangjäger auf Basis der T-3-Familie mit verbesserter Radarausrüstung und Bewaffnung. Die Suchoi T-47 wurde Anfang 1958 bis April 1960 erprobt. Der offizielle Erstflug des neuen Abfangjägers mit neuem Radar, neuem Triebwerk und Raketenaufhängungen unter den Flügeln erfolgte am 25. Oktober 1958. Letztlich kam aber die T-47 nicht in den Serienbau.

## Prototypen
Der erste Prototyp T-47-1 diente Boden- und Triebwerksversuchen und nahm nicht an Testflügen teil. Zwei der T-3-Prototypen erhielten einen neuen Rumpfbug und dienten unter der Bezeichnung PT-8-4 und PT-7 zu aerodynamischen Studien. Die PT-7 wurde dann unter der Bezeichnung T-47-3 das erste Flugzeug einer neuen Generation, während die PT-8-5 (später als T-47-2 bezeichnet) im September 1958 bei einem Unfall verlorenging.
Nach dem Verlust von T-47-3 wurde im April 1959 die Erprobung mit der T-47-4 fortgesetzt und im Juni stieß die T-47-5 dazu. Zwischen November 1959 und April 1960 wurde mit ihnen die Infrarot-Lenkrakete K-8M erprobt. Am Ende der Versuche standen zwei weitere Prototypen T-47-7 und T-47-8 zur Verfügung, mit denen man anschließend die funkmessgesteuerte Ausführung der K-8M erprobte, während die ebenfalls verfügbare T-47-6 die für den neuen Abfangjäger Suchoi T-37 vorgesehene Rakete K-9 erprobte. Hierbei wurde der Bug und das Treibstoffsystem überarbeitet sowie ein stärkeres Triebwerk eingebaut. Bis April 1960 wurden alle T-47 auf diesen Stand umgebaut.

## Technische Daten
| Kenngröße             | Daten                                            |
| --------------------- | ------------------------------------------------ |
| Besatzung             | 1                                                |
| Länge                 | 17,00 m                                          |
| Spannweite            | 9,40 m                                           |
| Höchstgeschwindigkeit | 1910 km/h                                        |
| Triebwerk             | ein TL Ljulka AL-7F-2, 10.100 kp mit Nachbrenner |
| Bewaffnung            | zwei Lenkraketen Luft-Luft                       |